# Гуманитарные науки (фильм)
«Гуманитарные науки» (англ. Liberal Arts) — американская комедийная драма режиссёра Джоша Рэднора. Рэднор также написал сценарий к фильму и исполнил главную роль.
Фильм повествует о романтических отношениях 35-летнего Джесси и 19-летней студентки Зибби, для которых разница в возрасте становится преградой в отношениях.
Премьера состоялась 22 января 2012 года на кинофестивале «Сандэнс» в США.

## Сюжет
Главный герой, Джесси Фишер (Джош Рэднор) — 35-летний выпускник колледжа Нью-Йорка, одинокий холостяк, любящий литературу и языки, и недовольный своей жизнью и карьерой. Он считает, что лучшим временем его жизни были годы, проведённые в колледже, когда он изучал гуманитарные предметы и находился среди таких же людей, как он сам. Питер Хоберг (Ричард Дженкинс) — профессор колледжа, приглашает Джесси на церемонию по случаю своего выхода на пенсию. Вернувшись в родные стены колледжа, Джесси знакомится с дочерью одного из приятелей Хоберга — Зибби (Элизабет Олсен), 19-летней студенткой второго курса.
После званого ужина Фишер случайно оказывается на закрытой вечеринке в общежитии, где снова встречает Зибби. Они договариваются выпить кофе, разговаривают о жизни, музыке, книгах, искусстве. Также в городе Джесси встречает бывшую преподавательницу романтической поэзии Джудит Фэйрфид (Эллисон Дженни) — женщину, которой он когда-то давно восхищался, знакомится с Дином (Джон Магаро), слегка депрессивным студентом, который всегда носит с собой любимую книгу, и с Нэтом (Зак Эфрон), странным парнем, который знакомит Джесси с местным баром и делится мудрыми советами.
Вскоре Фишер возвращается обратно в Нью-Йорк. Перед отъездом ему звонит Зибби и просит о встрече. Она даёт Фишеру диск с классическими произведениями, о которых рассказывала ему, а взамен просит его писать ей письма.
После долгих переписок Джесси и Зибби становятся ближе. В одном из писем Зибби приглашает Джесси приехать к ней. Его беспокоит 16-летняя разница в возрасте, но всё же он соглашается на встречу. Они проводят вместе время, гуляют по городу, пьют кофе и разговаривают о книгах.
Как-то утром их замечает профессор Хоберг, который, кажется, разочарован тем, что 35-летний Джесси так близко общается с 19-летней Зибби. Джесси объясняется с профессором, который говорит ему о том, что люди должны жить настоящим, а не прошлым.
Позже, днём, в студенческой комнате, Зибби предлагает Фишеру остаться на ночь, подразумевая интимные отношения, и признаётся, что для неё это в первый раз. Узнав об этом, Джесси отказывается, объясняя это ощутимой разницей в возрасте и тем, что он слишком ей дорожит, чтобы так поступить. Обиженная Зибби выгоняет Джесси и уходит на вечеринку, где целуется с одногруппником. Тем временем Фишер отправляется в бар, где встречает профессора Джудит, они проводят ночь вместе, но её циничное отношение к жизни разочаровывает его.
Джесси возвращается в Нью-Йорк и знакомится с Анной (Элизабет Ризер) — продавщицей в книжном магазине, которая, как и Джесси, любит книги. У них завязывается разговор, они гуляют вдоль реки, и Фишер понимает, что Анна — та самая девушка, которую он искал, и которая подходит ему по возрасту.
Однажды утром Джесси звонит Дин. Он говорит, что выпил много таблеток и просит Джесси о помощи. Тот сразу же едет к Дину, и ему удаётся предотвратить самоубийство. В больнице Джесси советует Дину перестать прятаться от собственной жизни в книжных романах.
Пользуясь приездом в кампус, Джесси заглядывает к Зибби, которая уже не злится на него. Она рассказывает ему о своём желании поскорее повзрослеть и стать мудрее и признаётся, что считала, что отношения с ним ускорят этот процесс, и что теперь она понимает, что это было неправильно.
Джесси возвращается в Нью-Йорк. Фильм заканчивается кадрами, где Джесси и Анна сидят на диване и представляют, как вместе состарятся.

## В ролях
- Джош Рэднор — Джесси Фишер
- Элизабет Олсен — Зибби
- Ричард Дженкинс — профессор Питер Хоберг
- Эллисон Дженни — профессор Джудит Фэйрфилд
- Джон Магаро — Дин
- Зак Эфрон — Нэд
- Элизабет Ризер — Анна
- Кейт Бёртон — Сьюзан
- Али Ан — Ванесса
- Роберт Десидерио — Дэвид
- Кристен Буш — Лесли
- Нед Донис — Эрик
- Грегг Эдельман — Роберт

## Интересные факты
- Слоган фильма — «Иногда студенты создают лучших учителей».
- Джош Рэднор — исполнитель главной роли, продюсер, сценарист и режиссёр фильма, известен участием в комедийном сериале «Как я встретил вашу маму». В 2010 году он написал сценарий и поставил комедию «Счастливы вместе».
- Съёмки фильма начались в июне 2011 года и проходили в штате Огайо, США.
- Исполнительница главной роли Элизабет Олсен — младшая сестра Мэри-Кейт и Эшли Олсен.
- В одной сцене герой Джоша Рэднора — Джесси читает роман «Сумерки», а позже знакомится с героиней Элизабет Ризер — Анной, которая играла Эсми Каллен в фильме «Сумерки»[5].
- Колледж, где разворачивается действие фильма, во многом схож с реальным прототипом «Kenyon College», расположенным в штате Огайо[6]. Актриса Эллисон Дженни, исполнительница роли профессора Джудит, в своё время училась в этом колледже[7].
- В сюжете была прописана история героя Майлза (Майкл Уэстон), старого друга Джесси, который собирается уехать в Испанию, но из-за различных обстоятельств откладывает поездку. Эта сюжетная линия была вырезана из финального варианта картины, зато вошла в качестве бонуса «Удалённые сцены» на DVD.
- Детям до 13 лет просмотр не желателен[8].

## Критика и отзывы
Фильм получил в основном положительные отзывы. На сайте «Rotten Tomatoes» он получил 70 % голосов. Основная идея отзывов заключается в следующем: «Фильм успешно представлен в качестве добродушной и удивительно умной картины, которая заставляет вас ностальгировать по вашей собственной молодости». Кинокритик Роджер Эберт назвал фильм «почти необоснованным удовольствием» и дал оценку в 3,5 из 4 баллов. На портале «Metacritic» оценки получились смешанными — фильм получил 55 отзывов из 100 на основе 24 проголосовавших. И хотя фильм не получил номинации на Оскар, его активно показывали в кинотеатрах, благодаря чему он постепенно завоевал популярность у зрителей.

## Саундтрек
Композиции, звучащие в фильме, включают современных авторов и классическую музыку:
- «Poison Tree» — Moby,
- «Uh Uh Uh» — Hey Willpower,
- «Hotter Sweeter» — Miss TK & The Revenge,
- «Runnin; Away» — Ryan Dilmore,
- «In the Moonlight» — Dawn Mitschele,
- Vedro con mio diletto from «Giustino, Anastasio’s aria», Антонио Вивальди — Philippe Jaroussky with Ensemble Matheus,
- Tannhauser: Overture, Ричард Вагнер — Чикагский симфонический оркестр,
- Piano Concerto No. 5: 2nd Movement, Людвиг Бетховен — The Blainville Symphony Orchestra,
- Soave sia il vento, Моцарт — Carol Vaness, Delores Ziegler, Claudio Desderi, а также Лондонский филармонический оркестр,
- La scala di seta: Overture, Россини — The Academy of St. Martin-in-the-Fields,
- «I’ve Got a Right To Lose My Mind» — Margo White,
- «All the Girls Be MadAt Me» — Lippay,
- «Lost Dreams» — The Soulsations,
- «Cali Frame» — Medusa,
- «Favorite Song» — Kaiser Cartel
- «I Want a Kenyon Man» — Calle Voce, featuring Carling Fitzsimmons, Caroline Eichler, Ananda Plunkett, Joanna Tomassoni, Robyn Rae Stype, Ellen Kaufman, Julia Dopp, Ally Schmaling